# High Street (metropolitana di New York)
High Street, conosciuta anche come High Street-Brooklyn Bridge, è una fermata della metropolitana di New York situata sulla linea IND Eighth Avenue. Nel 2019 è stata utilizzata da 3 536 860 passeggeri. È servita dalla linea A sempre e dalla linea C sempre tranne di notte.

## Storia
La stazione fu aperta il 24 giugno 1933.

## Strutture e impianti
La stazione ha una banchina ad isola e due binari ed è posta al di sotto della zona settentrionale del parco Cadman Plaza. A causa della sua notevole profondità, la stazione dispone di due mezzanini collegati tra di loro da una serie di scale mobili, quello superiore ospita i tornelli e le tre uscite per il piano stradale, una su Cadman Plaza West e due su Adams Street, quello inferiore ospita invece le scale per la banchina.

## Interscambi
La stazione è servita da alcune autolinee gestite da NYCT Bus.
- Fermata autobus